# Caçadores de neuromitos
Caçadores de neuromitos é um projeto de divulgação científica com enfoque nas neurociências. Visto que há muitos neuromitos (afirmações equivocadas sobre o cérebro que acabam se tornando senso comum)  espalhados por aí, um grupo de pesquisadores se uniram com intuito de realizar ações que ajude a população em geral entender mais sobre quais informações neurocientíficas estão corretas. Uma das ações é o livro "Caçadores de Neuromitos: O que você sabe sobre seu cérebro é verdade?". Além da publicação de livros, os "Caçadores de neuromitos" realizam outras ações de popularização da ciência, tais como palestras gratuitas, manutenção de página nas redes sociais e eventos gratuitos.

## O que são Neuromitos?
Neuromitos são informações equivocadas ou más interpretações sobre as descobertas neurocientíficas. De acordo com Dekker et al., 2012, os neuromitos podem ser prejudiciais principalmente no campo educacional, já que muitos educadores acreditam nessas informações e podem investir seu tempo e dinheiro em técnicas que não foram baseadas em evidências científicas.
Howard-Jones (2014), realizou pesquisas com educadores em diversos países e constatou que muitos acreditam nessas informações erradas.
Assim, visto que há muitos neuromitos espalhados por aí, foi criado no Brasil o Projeto "Caçadores de Neuromitos".

## Neuromitos na Educação
Na sede de fazer a ponte entre neurociência e educação, alguns educadores acabam acreditando em neuromitos.
Alguns neuromitos comuns no campo educacional são:
Ginástica cerebral - Para referência de desmitificação ver Zeggio e Malloy-Diniz (2015).
Estilos de aprendizagem - Ver Pashler et al (2008).
Efeito Mozart
Contudo, há evidências de que a neurociência pode sim contribuir para educação . Só temos que ter cuidado e verificar se há evidências científicas que corroboram para essa ponte.